# Méry-Corbon
Méry-Corbon är en kommun i departementet Calvados i regionen Normandie i norra Frankrike. Kommunen ligger i kantonen Mézidon-Canon som ligger i arrondissementet Lisieux. År 2018 hade Méry-Corbon 917 invånare.

## Befolkningsutveckling
Antalet invånare i kommunen Méry-Corbon
Referens: INSEE